# 공필성
공필성(孔弼聖, 1967년 10월 10일 ~ )은 전 KBO 리그 롯데 자이언츠의 내야수이자, 현재는 KBO 리그 NC 다이노스의 2군 감독이다.

## 선수 시절

### 롯데 자이언츠시절
1990년에 경성대학교를 졸업하고 입단해 주로 3루수로 활동했다. 1992년에 팀의 두 번째 한국시리즈 우승에 공헌했다.
1994년~1995년에 2년 연속 전 경기 출장 및 세 자릿수 안타를 기록하면서 전성기를 보냈다. 하지만 이듬해 박현승에게 주전 자리를 내주면서 백업으로 활동했다. 박현승이 군입대를 한 1998년~1999년에는 다시 주전 3루수로 기용이 됐고, 2000년까지 활동하다가 시즌 후 은퇴했다.

## 야구선수 은퇴 후
2002년부터 2014년까지 롯데 자이언츠에서 코치로 활동했다. 2014년에 CCTV 불법 사찰 사건에서 프런트와 선수단과의 갈등이 불거졌고, 당시 감독이었던 김시진 이후 대리 감독으로 내정됐다는 소문이 돌았다. 이후 팀 내 불화와 구설수에 대한 책임을 지고 코치직에서 사임했다. 사임 후 사실을 알게 된 선수단과 오해를 풀었으나 재합류하지 않았다. 
2014년 12월에 선린인터넷고등학교 야구부 코치로 부임했다.
2016년에 두산 베어스의 2군 감독으로 활동했고, 2017년 4월에 두산 베어스의 수비코치로 활동했다.
2019년에 롯데 자이언츠의 감독 대행을 맡았다.
2022년부터 창원 다이노스의 감독으로 선임됐다.
2024년에는 강인권 감독이 경질되자 남은 시즌 동안 감독 대행을 맡았고, 시즌 후 2군 감독으로 다시 돌아갔다.

## 별명
- 신인 시절 잦은 수비 실책으로 인해 '움직이는 화약고'라고 불렸으나 이후 안정된 수비를 보여서 후에 애정 어린 별명으로 불렸다.[2]
- 현역 시절 홈 플레이트에 바짝 붙는 타격 폼 때문에 유달리 몸에 맞는 볼이 많았는데, 1995년에는 22사구를 맞았음에도 공을 피하지 않는 근성을 보여 '사구의 화신', '자해 공갈자'라고 불렸다.

## 등번호
- '43'(1990년~1991년 / 롯데 자이언츠 선수 시절)
- '0' (1992년~2000년 / 롯데 자이언츠 선수 시절, 2024년~ / 창원 다이노스 감독 시절)
- '70' (2000년~2002년 & 2006년~2014년 & 2019년 / 롯데 자이언츠 코치 및 감독 대행 시절, 2016년~2018년 / 두산 베어스 2군 감독 및 코치 시절)
- '88' (2005년 / 롯데 자이언츠 코치 시절)
- '89' (2020년~2021년 / 두산 베어스 코치 시절)
- '90' (2022년~2023년 / 창원 다이노스 감독 시절)

## 출신 학교
- 제황초등학교
- 진해남중학교
- 마산상업고등학교
- 경성대학교

## 통산 기록
| 연도 | 팀명   | 타율  | 경기 | 타수 | 득점 | 안타 | 2루타 | 3루타 | 홈런 | 루타 | 타점 | 도루 | 도실 | 볼넷 | 사구 | 삼진 | 병살 | 실책 | 비고            |
| ---- | ------ | ----- | ---- | ---- | ---- | ---- | ----- | ----- | ---- | ---- | ---- | ---- | ---- | ---- | ---- | ---- | ---- | ---- | --------------- |
| 1990 | 롯데   | 0.232 | 78   | 177  | 20   | 41   | 8     | 1     | 1    | 54   | 15   | 6    | 3    | 21   | 1    | 31   | 5    | 10   |                 |
| 1991 | 롯데   | 0.215 | 81   | 158  | 20   | 34   | 6     | 1     | 3    | 51   | 16   | 3    | 1    | 7    | 8    | 24   | 2    | 5    |                 |
| 1992 | 롯데   | 0.286 | 100  | 280  | 30   | 80   | 17    | 3     | 6    | 121  | 40   | 2    | 4    | 20   | 8    | 50   | 8    | 8    |                 |
| 1993 | 롯데   | 0.240 | 124  | 379  | 36   | 91   | 23    | 3     | 1    | 123  | 38   | 6    | 3    | 27   | 6    | 64   | 7    | 15   |                 |
| 1994 | 롯데   | 0.271 | 126  | 420  | 55   | 114  | 23    | 5     | 12   | 183  | 57   | 25   | 10   | 45   | 13   | 71   | 8    | 19   |                 |
| 1995 | 롯데   | 0.264 | 126  | 390  | 60   | 103  | 14    | 6     | 4    | 141  | 50   | 22   | 5    | 52   | 22   | 68   | 5    | 13   | 최다 사구(死球) |
| 1996 | 롯데   | 0.251 | 114  | 299  | 37   | 75   | 18    | 1     | 4    | 107  | 34   | 8    | 3    | 18   | 13   | 67   | 5    | 8    |                 |
| 1997 | 롯데   | 0.246 | 79   | 207  | 19   | 51   | 13    | 1     | 1    | 69   | 20   | 9    | 1    | 16   | 3    | 32   | 4    | 8    |                 |
| 1998 | 롯데   | 0.245 | 120  | 364  | 42   | 89   | 12    | 2     | 6    | 123  | 42   | 12   | 9    | 38   | 9    | 75   | 9    | 18   |                 |
| 1999 | 롯데   | 0.214 | 124  | 238  | 28   | 51   | 13    | 2     | 2    | 74   | 21   | 9    | 5    | 16   | 11   | 54   | 3    | 9    |                 |
| 2000 | 롯데   | 0.208 | 112  | 149  | 16   | 31   | 4     | 1     | 1    | 40   | 13   | 4    | 2    | 17   | 0    | 44   | 5    | 6    |                 |
| 통산 | 11시즌 | 0.248 | 1184 | 3061 | 363  | 760  | 151   | 26    | 41   | 1086 | 346  | 106  | 46   | 277  | 94   | 580  | 61   | 119  |                 |